# Bliss (альбом Blues Pills)
Bliss — дебютный мини-альбом психоделической блюз-рок группы Blues Pills, изданный в мае 2012 года шведским лейблом Crusher Records.

## Об альбоме
Осенью 2011 года в Калифорнии состоялось знакомство безработной шведки Элин Ларссон с ударником и бас-гитаристом эйсид-рок группы Radio Moscow Кори Берри и Заком Андерсоном. Будучи любителями музыки ретро, новые знакомые сформировали ансамбль Blues Pills, к которому вскоре примкнул юный гитарист-француз Дориан Соррио. Материал, записанный коллективом на первых джем-сейшнах, обеспечил им контракт с лейблом Crusher Records.
Первые студийные записи Blues Pills — четыре дорожки, вошедшие в пластинку Bliss — объединили в себе блюзовые корни и звучание в манере Cream, Led Zeppelin или Black Sabbath, фанковое «кваканье» гитары и тяжёлые психоделические риффы, художественные установки «Вудстока» и модерновые идеи. Несомненное ядро альбома — мощный голос Элин Ларссон, которому под силу выдержать сравнение с пением Дженис Джоплин и Грейс Слик (Jefferson Airplane).

## Список композиций
| №  | Название      | Длительность |
| -- | ------------- | ------------ |
| 1. | «Bliss»       | 3:33         |
| 2. | «Astralplane» | 3:48         |
| 3. | «Devil Man»   | 4:34         |
| 4. | «Little Sun»  | 3:45         |

## Участники записи
- Элин Ларссон — вокал
- Дориан Соррио — гитара
- Кори Берри — гитара
- Зак Андерсон — бас-гитара
- Юнас Аскерлунд — ударные